# Gouvernement Filip
Pour l’article ayant un titre homophone, voir Gouvernement Philippe.
République de Moldavie
Streleț Sandu
Le gouvernement Filip (en roumain : Guvernul Pavel Filip) est le gouvernement de la République de Moldavie du 20 janvier 2016 au 8 juin 2019, durant la IXe législature du Parlement.

## Coalition et historique

### Formation
Dirigé par le nouveau Premier ministre démocrate Pavel Filip, ce gouvernement est constitué et soutenu par le Parti libéral (PL) et le Parti démocrate de Moldavie (PDM). Ensemble, ils disposent de 51 députés sur 101, soit 50,5 % des sièges du Parlement.
Il est formé à la destitution du gouvernement du Premier ministre Valeriu Streleț.
Lors des élections législatives du 24 février 2019, le PDM devient la deuxième force politique du pays, derrière le Parti des socialistes de la république de Moldavie (PSRM) et devant l'alliance Acum (« maintenant »), qui réunit le Parti action et solidarité (PAS) et la Plateforme vérité et dignité (DA).

### Succession
Après plus de trois mois de tractations infructueuses pour constituer un nouveau cabinet, un accord est passé le 8 juin suivant entre le PSRM et ACUM pour former un nouveau gouvernement avec Maia Sandu comme Première ministre. Le lendemain cependant, la Cour constitutionnelle, qui avait jugé inconstitutionnelle la désignation de Sandu, suspend le président Igor Dodon de ses fonctions pour les transférer à Pavel Filip. Ce dernier annonce alors la dissolution du Parlement et de nouvelles élections pour le 6 septembre suivant. Le 11 juin, le président Dodon annule la dissolution du Parlement. Le 14 juin, Filip annonce la démission du gouvernement mais continue de réclamer des législatives anticipées.

## Composition

### Initiale (20 janvier 2016)
- Les nouveaux ministres sont indiqués en gras, ceux ayant changé d'attributions en italique.

| Portefeuille                                                                          | Nom | Nom                                                            | Parti |
| ------------------------------------------------------------------------------------- | --- | -------------------------------------------------------------- | ----- |
| Premier ministre                                                                      |     | Pavel Filip                                                    | PDM   |
| Vice-Premier ministre Ministre des Affaires étrangères et de l'Intégration européenne |     | Andrei Galbur                                                  | Aucun |
| Vice-Premier ministre Ministre de l'Économie                                          |     | Octavian Calmîc                                                | Aucun |
| Vice-Premier ministre Chargé de la Réintégration territoriale                         |     | Gheorghe Balan                                                 | Aucun |
| Vice-Premier ministre Chargé des Affaires sociales                                    |     | Gheorghe Brega                                                 | PL    |
| Ministre de l'Intérieur                                                               |     | Alexandru Jizdan                                               | Aucun |
| Ministre de la Défense                                                                |     | Anatol Șalaru (jusqu'au 27/12/2016) Gheorghe Galbura (intérim) | PL    |
| Ministre de la Justice                                                                |     | Vladimir Cebotari                                              | PDM   |
| Ministre des Finances                                                                 |     | Octavian Armașu                                                | Aucun |
| Ministre de l'Agriculture et de l'Industrie agro-alimentaire                          |     | Eduard Grama                                                   | Aucun |
| Ministre du Développement régional et des Travaux publics                             |     | Vasile Bîtca                                                   | PDM   |
| Ministre de l'Éducation                                                               |     | Corina Fusu                                                    | PL    |
| Ministre de la Santé                                                                  |     | Ruxanda Glavan                                                 | PDM   |
| Ministre du Travail, de la Protection sociale et de la Famille                        |     | Stela Grigoraș                                                 | Aucun |
| Ministre de la Culture                                                                |     | Monica Babuc                                                   | PDM   |
| Ministre des Transports et des Infrastructures routières                              |     | Iurie Chirinciuc                                               | PL    |
| Ministre des Technologies de l'information et des Communications                      |     | Vasile Botnari                                                 | PDM   |
| Ministre de l'Environnement                                                           |     | Valeriu Munteanu                                               | PL    |
| Ministre de la Jeunesse et des Sports                                                 |     | Victor Zubcu                                                   | PDM   |

### Remaniement du 3 mai 2017
- Les nouveaux ministres sont indiqués en gras, ceux ayant changé d'attributions en italique.

| Portefeuille                                                                          | Nom | Nom                                   | Parti |
| ------------------------------------------------------------------------------------- | --- | ------------------------------------- | ----- |
| Premier ministre                                                                      |     | Pavel Filip                           | PDM   |
| Vice-Premier ministre Ministre des Affaires étrangères et de l'Intégration européenne |     | Andrei Galbur                         | Aucun |
| Vice-Premier ministre Ministre de l'Économie et des Infrastructures                   |     | Octavian Calmîc                       | Aucun |
| Vice-Premier ministre Chargé de la Réintégration territoriale                         |     | Gheorghe Balan                        | Aucun |
| Ministre de l'Intérieur                                                               |     | Alexandru Jizdan                      | Aucun |
| Ministre de la Défense                                                                |     | Gheorghe Galbura (intérim)            | PL    |
| Ministre de la Défense                                                                |     | Eugen Sturza (à partir du 24/10/2017) | PPEM  |
| Ministre de la Justice                                                                |     | Vladimir Cebotari                     | PDM   |
| Ministre des Finances                                                                 |     | Octavian Armașu                       | Aucun |
| Ministre de l'Agriculture, du Développement régional et de l'Environnement            |     | Vasile Bîtca                          | PDM   |
| Ministre de la Santé, du Travail, de la Protection sociale et de la Famille           |     | Stela Grigoraș                        | Aucun |
| Ministre de l'Éducation, de la Culture et de la Recherche                             |     | Monica Babuc                          | PDM   |

### Remaniement du 10 janvier 2018
- Les nouveaux ministres sont indiqués en gras, ceux ayant changé d'attributions en italique.

| Portefeuille                                                                | Nom | Nom               | Parti |
| --------------------------------------------------------------------------- | --- | ----------------- | ----- |
| Premier ministre                                                            |     | Pavel Filip       | PDM   |
| Vice-Premier ministre Chargé de l'Intégration européenne                    |     | Iurie Leancă      | PPEM  |
| Vice-Premier ministre Ministre de l'Économie et des Infrastructures         |     | Chiril Gaburici   | Aucun |
| Vice-Premier ministre Chargé de la Réintégration territoriale               |     | Cristina Lesnic   | Aucun |
| Ministre des Affaires étrangères                                            |     | Tudor Ulianovschi | PDM   |
| Ministre de l'Intérieur                                                     |     | Alexandru Jizdan  | Aucun |
| Ministre de la Défense                                                      |     | Eugen Sturza      | PPEM  |
| Ministre de la Justice                                                      |     | Alexandru Tănase  | PDM   |
| Ministre des Finances                                                       |     | Octavian Armașu   | Aucun |
| Ministre de l'Agriculture, du Développement régional et de l'Environnement  |     | Liviu Volconovici | PDM   |
| Ministre de la Santé, du Travail, de la Protection sociale et de la Famille |     | Svetlana Cebotari | Aucun |
| Ministre de l'Éducation, de la Culture et de la Recherche                   |     | Monica Babuc      | PDM   |

### Remaniement du 25 septembre 2018
- Les nouveaux ministres sont indiqués en gras, ceux ayant changé d'attributions en italique.

| Portefeuille                                                                | Nom | Nom                                             | Parti |
| --------------------------------------------------------------------------- | --- | ----------------------------------------------- | ----- |
| Premier ministre                                                            |     | Pavel Filip                                     | PDM   |
| Vice-Premier ministre Chargé de l'Intégration européenne                    |     | Iurie Leancă                                    | PPEM  |
| Vice-Premier ministre Ministre de l'Économie et des Infrastructures         |     | Chiril Gaburici                                 | Aucun |
| Vice-Premier ministre Chargé de la Réintégration territoriale               |     | Cristina Lesnic                                 | Aucun |
| Ministre des Affaires étrangères                                            |     | Tudor Ulianovschi                               | PDM   |
| Ministre de l'Intérieur                                                     |     | Alexandru Jizdan                                | Aucun |
| Ministre de la Défense                                                      |     | Eugen Sturza                                    | PPEM  |
| Ministre de la Justice                                                      |     | Alexandru Tanase                                | PDM   |
| Ministre des Finances                                                       |     | Octavian Armașu (jusqu'au 10/12/2018) Ion Chicu | Aucun |
| Ministre de l'Agriculture, du Développement régional et de l'Environnement  |     | Nicolae Ciubuc                                  | Aucun |
| Ministre de la Santé, du Travail, de la Protection sociale et de la Famille |     | Silvia Radu                                     | Aucun |
| Ministre de l'Éducation, de la Culture et de la Recherche                   |     | Monica Babuc                                    | PDM   |